# Theodor Rhiem
Theodor Rhiem (* 29. April 1823 in Minden; † 26. August 1880 in Kleinmühlingen) war ein deutscher Theologe und Pädagoge.

## Leben und Wirken
Theodor Rhiem war der Sohn eines Buchhalters, der früh verstarb. Kindheit und Jugend verbrachte er daher unter prekären finanziellen Verhältnissen. Wohltäter ermöglichten ihm den Besuch eines Gymnasiums in Minden, das er 1841 mit dem Abitur verließ und ein anschließendes Theologiestudium an der Universität Berlin. Hier beeinflusste ihn insbesondere die von August Neander gelehrte „Pectoraltheologie“. Er beendete das Studium 1845 mit dem ersten theologischen Examen und arbeitete anschließend als Hauslehrer für den Grafen Bredow in Kleßen.
Ab dem 6. Juli 1846 arbeitete Rhiem als Oberlehrer im Rauhen Haus von Johann Hinrich Wichern, wo vernachlässigte Kinder und Jugendliche betreut wurden. Außerdem belegte er in Berlin einen Kurs am Seminar für Schullehrer, den er 1847 mit dem zweiten theologischen Examen abschloss. Im Auftrag Wicherns reisten Rhiem und andere Mitarbeiter des Rauhen Hauses im selben Jahr nach Czarków. Dort organisierten sie ein Hilfsaktion für Waisenkinder, die aufgrund eines Ausbruchs von Typhus notwendig geworden war.
Zum 1. Januar 1850 erhielt er eine Inspektorenstelle am Rauhen Haus. Er vertrat damit de facto Wichern, der sich in Berlin aufhielt. Mit der „Sektion der Kinderanstalt“ übernahm er den wichtigsten Teil des Rauhen Hauses, den er ausbaute und konzeptionell voranbrachte. Er hatte damit entscheidenden Anteil an einem Konzept, das dem Rauhen Haus ein hohes Ansehen auch weit außerhalb Hamburgs einbrachte. Die Tätigkeit als Direktor endete mit Rhiems Kündigung am 18. April 1872. Dem vorausgegangen waren Anschuldigungen Wicherns in fachlichen und disziplinarischen Dingen, die größtenteils unbegründet waren. Wichern wollte damit vermutlich nur erreichen, dass sein Sohn Johannes Wichern anstelle von Rhiem auf ihn selbst als Leiter der Einrichtung folgte. Nach Beendigung des Dienstverhältnisses hielt Wichern fest, dass Rhiem ihm „mit einer seltenen Treue und Hingabe geholfen“ habe.
Rhiem zog nach Köthen, wo er ab 1872 als Pastor arbeitete. Von 1878 bis kurz vor seinem Tod übernahm er die Landpfarrstelle in Kleinmühlingen. Während dieser Zeit pflegte er weiterhin Kontakte zum Rauhen Haus und reiste kurz vor seinem Tod zu einer Konferenz der Herbergsväter. In den letzten Lebensjahren leitete er ehrenamtlich als „Verbandsvorsteher“ für Rheinland und Westfalen eine neue Organisation, die Mitglieder der Brüderschaft des Rauhen Hauses außerhalb Hamburgs betreute.
Rhiem hatte insgesamt drei Ehefrauen, von denen die ersten beiden jeweils wenige Jahre nach Eheschließung verstarben. Aus den Ehen gingen sieben Kinder hervor, von denen drei vor seinem eigenen Tod starben.
Der Hamburger Senat benannte 1914 den Rhiemsweg in Hamburg-Horn nach Theodor Rhiem.

## Werke
Theodor Rhiem bereitete Werke Johann Hinrich Wicherns wesentlich vor. Er selbst schrieb 1868 die erste Fassung des Brüderbuchs, das Konzeption und Organisation der Brüderschaft des Rauhen Hauses beschrieb und die Namen der Mitarbeiter umfasste. Rhiem verfasste biografische Artikel zu Persönlichkeiten der Diakonie wie Dorothea Sibylle von Brandenburg und befasste sich in Schriften kritisch mit den pädagogischen Konzepten anderer diakonischer Einrichtungen.